# Schermen op de Paralympische Zomerspelen 1972
De IVe Paralympische Spelen werden in 1972 gehouden in Heidelberg, West-Duitsland. Schermen was een van de 10 sporten die in 1972 op het programma stonden. Nederland had geen deelnemers bij het schermen.

## Mannen

### Floret
| \| Rank \| Land \| \| ---- \| ------------------- \| \| 1 \| Italië \| \| 2 \| Frankrijk \| \| 3 \| Verenigd Koninkrijk \| |                     |
| Rank | Land                |
| 1 | Italië              |
| 2 | Frankrijk           |
| 3 | Verenigd Koninkrijk |

| Klasse      | !land | Goud           | land | Zilver  | land | Brons        |
| ----------- | ----- | -------------- | ---- | ------- | ---- | ------------ |
| Individueel | ITA   | Roberto Marson | FRA  | Prestat | GBR  | Cyril Thomas |

### Degen
| Rank | Land           |
| ---- | -------------- |
| 1    | Italië         |
| 2    | Frankrijk      |
| 3    | West-Duitsland |

| Rank | Land           |
| ---- | -------------- |
| 1    | West-Duitsland |
| 2    | Italië         |

| Klasse      | !land | Goud              | land | Zilver       | land | Brons           |
| ----------- | ----- | ----------------- | ---- | ------------ | ---- | --------------- |
| Beginners   | ITA   | Vittorio Paradiso | FRG  | Huebenthal   | FRG  | Dieter Leicht   |
| Individueel | ITA   | Vittorio Loi      | ITA  | Franco Rossi | FRG  | Willi Schneider |

### Sabel
| \| Rank \| Land \| \| ---- \| ------------------- \| \| 1 \| Verenigd Koninkrijk \| \| 2 \| Italië \| \| 3 \| Frankrijk \| |                     |
| Rank | Land                |
| 1 | Verenigd Koninkrijk |
| 2 | Italië              |
| 3 | Frankrijk           |

| Klasse      | !land | Goud           | land | Zilver | land | Brons   |
| ----------- | ----- | -------------- | ---- | ------ | ---- | ------- |
| Individueel | ITA   | Roberto Marson | GBR  | Parkin | FRA  | Prestat |

## Vrouwen

### Floret
| \| Rank \| Land \| \| ---- \| ------------------- \| \| 1 \| Israël \| \| 2 \| Frankrijk \| \| 3 \| Verenigd Koninkrijk \| |                     |
| Rank | Land                |
| 1 | Israël              |
| 2 | Frankrijk           |
| 3 | Verenigd Koninkrijk |

| Klasse      | !land | Goud         | land | Zilver  | land | Brons        |
| ----------- | ----- | ------------ | ---- | ------- | ---- | ------------ |
| Beginners   | GBR   | Carol Bryant | FRG  | Lenzko  | FRA  | Pissonier    |
| Individueel | FRA   | Merckx       | ISR  | Sharabi | ISR  | Rachel Tassa |

Atletiek · Basketbal · Boogschieten · Dartchery · Gewichtheffen · Koersbal · Schermen · Snooker · Tafeltennis · Zwemmen
Rome 1960 ·
Tokio 1964 ·
Tel Aviv 1968 ·
Heidelberg 1972 ·
Toronto 1976 ·
Arnhem 1980 ·
New York & Stoke Mandeville 1984 ·
Seoel 1988 ·
Barcelona 1992 ·
Atlanta 1996 ·
Sydney 2000 ·
Athene 2004 ·
Peking 2008 ·
Londen 2012 ·
Rio de Janeiro 2016 ·
Tokio 2020 ·
Parijs 2024 ·
Los Angeles 2028